# Храм Христа Спасителя (Аньер-сюр-Сен)
Храм во имя Христа Спасителя — приходской храм Архиепископии западноевропейских приходов русской традиции Московского Патриархата, расположенный в городе Аньер-сюр-Сен.

## История
С 1920-х годов в Аньере-сюр-Сен начали селиться русские эмигранты, благодаря чему населения небольшого городка выросло на 30 %. Проживавший в Аньере с октября 1922 года полковник Александр Стахович вспоминал, что русских в первые годы эмиграции было мало и об устройстве храма в самом городке речи не велось. Русские из Аньера усердно посещали Александро-Невский соборный храм на рю Дарю в Париже. Благодаря лейб-гвардии Казачьего полка, обосновавшегося вместе с семьями в Аньере, русская колония быстро росла, и постепенно назрела потребность в открытии прихода.
В 1931 году в городе Аньер-сюр-Сен возникла инициативная группа с целью организации тут регулярных богослужений. Во главе её были граф Михаил Граббе, граф Адам Беннигсен и полковник Александр Стахович.
Как написал митрополит Евлогий (Георгиевский) в своих мемуарах: «„Аньерцы“ пришли ко мне просить благословения на открытие общины и устроение храма для обслуживания русских, проживающих в Аньере, в Леваллуа-Перрэ, Буа-Коломб, Курбевуа и Безоне. Я доброе начинание благословил и поручил о. Иоанну Шаховскому собрать Приходское собрание. Оно состоялось в Курбевуа в музее лейб-гвардии казачьего полка. Образование прихода, порученное мною иеромонаху Иоанну (Шаховскому), прошло успешно. Нужда в церкви была настоятельная, и русские люди дружно поддержали добрый почин».
На одном из заседаний члены организационного совета приняли предложение иеромонаха Иоанна о посвящении открываемой церкви Христу Спасителю. Это решение было продиктовано желанием митрополита Евлогия посвятить храм в Аньере памяти разрушенного 5 декабря 1931 года храма Христа Спасителя в Москве.
«О.Иоанну остаться в Аньере не пришлось, я перевел его в Берлин, а сюда назначил молодого иеромонаха Мефодия Кульмана <…> Прежде всего надо было найти помещение для церкви. Отыскали особнячок на рю дю Буа, № 7-бис, расположенный столь близко от полотна железной дороги, что дом ежеминутно сотрясают пролетающие поезда. В нижнем этаже устроили церковь, а остальное помещение, кроме комнаток для о.настоятеля и для псаломщика о. Петра Попова (Богословского Института), отдали внаем с целью извлечь небольшой доход в пользу церкви».
13 марта (29 февраля) 1932 года новый храм был освящен митрополитом Евлогием. Настоятелем храма после этого в течение следующих 42 лет служил иеромонах (впоследствии епископ) Мефодий (Кульман).
Также у митрополита Евлогия написано: «Постепенно Аньерская церковь стала делаться тем культурно-просветительным центром, который начал притягивать к себе местных и окрестных русских жителей. При церкви создалась хорошая библиотека с правильной выдачей книг, наладилась газетка „Приходский листок“, в которой обсуждались нужды прихода и давались сведения о разных его предположениях и начинаниях. О.Мефодий устраивал просветительные лекции и собеседования, приглашая лекторов из Богословского Института или из „Христианского движения“».
По воспоминаниям Ольги (Слёзкиной): «Я помню, какой это был изумительный приход! Там бедность была такая, ну ничего у них не было! И Батюшка сумел окружить себя очень хорошими людьми, культурными и такими деятельными. С ними он начал жизнь этого прихода, жизнь, которая действительно была очень, очень живой. Потом Митрополит Евлогий всегда говорил, что это один из лучших его приходов. А что Батюшка делал? Трудно сказать, чего он не делал. Он все делал, понимаете? Он занимался безработными, он занимался детьми, взрослыми, он устраивал замечательные встречи с профессорами из Свято-Сергиевского института в Париже, не всегда даже в приходе, а иногда в казачьем музее, потому что было много народу. В общем, приход закипел жизнью».
Вскоре отделение для призрения престарелых женщин стало тесно, другие приходские учреждения тоже расширились и требовали более просторного помещения. Было организовано общежитие для подопечных в Розэй-ан-Бри, где была нанята усадьба с садом и огородом. Летом превратили пустующую часть дома в «Дом отдыха» преимущественно для прихожан, но решено было, при случае, брать пансионеров и со стороны. Уклад жизни ввели «полумонастырский»: ежедневно Литургии и молитвы до и после трапез. Условия жизни оказались столь удобны, приятны и материально доступны, что с первого же летнего сезона все свободные комнаты оказались заняты и кое-кому пришлось отказать. Пансион вела монахиня Мелания (Лихачёва) и несколько помощниц-монахинь, что положило начало новой монашеской общине. При нём также был устроен храм, который вначале окормлял второй священник Храма Христа Спасителя в Аньере, а затем митрополит Евлогий стал назначать туда настоятелей.
С 1948 году при приходе начал издаваться журнал «Вечное», оказавший большое влияние на духовную жизнь русской эмиграции. Активно действовала церковно-приходская школа, пользовавшаяся особой известностью благодаря глубине даваемого там духовного образования.
15 декабря 2019 года на общем собрании приходы 19 голосами против 18 было принято решение о переходе в Московский Патриархат.

## Настоятели и основные священнослужители
- О. Иоанн (Шаховской) (1931—1932)
- Вл. Мефодий (Кульман) (1932 — 13 апреля 1974)
- Вл. Георгий Вагнер (1974 — 1994)
- О. Александр Ребиндер (1960 — 19 декабря 1981)
- О. Илия Шмаин (1983—1990)
- О. Климент Буренков
- О. Нестор (Сиротенко) (2001—2004)[7]
- Вл. Гавриил (де Вильдер) (упом. 2010— 2013), архиеп. Команский
- О. Роман Мишин
- О. Николай Озолин

Ныне о. Сергий Циолкович